# 玉林馄饨
玉林馄饨是一种起源于中国广西壮族自治区玉林市的传统面食，以其独特的馅料和制作工艺而闻名。玉林馄饨有着悠久的历史，是玉林地区的代表性美食之一。

## 历史
据考证，玉林馄饨可以追溯到明朝时期，当时玉林地区已有馄饨作为地方特色小吃出现。清朝时期，玉林馄饨逐渐传播到广西其他地区，并受到各地居民的喜爱。民国时期，玉林馄饨的制作技艺得到进一步发展和完善。

## 特点与制作工艺
玉林馄饨的特点是馅料丰富、味道鲜美、皮薄馅大。馅料主要包括猪后腿肉、料酒、生粉、白胡椒等食材，味道独特。制作玉林馄饨的馄饨皮需要精选优质的小麦粉，揉成面团后擀成薄片，然后将馅料包裹在面皮中，形成馄饨。
玉林馄饨的独特之处还体现在独特的煮制方式上。煮玉林馄饨时需在锅中加入牛骨、枸杞等食材炖煮，形成浓郁的高汤。煮好的馄饨与高汤一起食用，味道鲜美可口。

## 文化影响
玉林馄饨不仅是当地美食的代表，更是一种具有浓厚文化底蕴的食物。在广西地区，玉林馄饨常出现在节庆、宴席等场合，体现了民间对美食的热爱和对传统文化的传承。同时，玉林馄饨也成为了玉林地区的一张名片，吸引了众多游客前来品尝。